# Moritz Daublebsky-Sterneck
Moritz Daublebsky-Sterneck (29. února 1912, Bílovec – 10. ledna 1986 Vomp, Rakousko) byl rakouský Spravedlivý mezi národy z rodu Daudlebských ze Sternecku.

## Rodina
Moritz Georg Josef Franz Maria Freiherr Daublebsky von Sterneck byl synem Moritze Jakoba sv. pána Daublebsky-Sternecka (1871–1917) a jeho manželky Marie Amélie Františky Stefanie Salvadori z Whiesenhofu (1872–1962). Měl ještě tři sestry. V roce 1950 se oženil s Marie - Theresa von Biegelen (1920–2009) a měli spolu tři syny.

## Život
Moritz studoval práva a získal titul JUDr.. Ve druhé světové válce sloužil ve Wehrmachtu na Slovensku v obci Borčice, kde se svojí matkou vlastnil dům. V této době zachránil dvě židovky před smrtí tím, že je po určitou dobu ukrýval. Jednalo se o Magdalenu Livii Dubnickou s matkou, které hledaly cestu k partyzánům a v tísni u něj zaklepaly. Při nebezpečí vyzrazení je převedl po mostě přes Váh, který hlídalo vojsko. Překročení mostu se zdařilo, ale krátce na to byly obě ženy objeveny a zatčeny. Byly odvezeny do koncentračního tábora Ravensbrück kde matka zemřela. Magdalena byla později převezena do koncentračního tábora Bergen-Belsen a zde se dočkala osvobození.
Za tento čin mu byl v roce 1977 přiznán titul Spravedlivý mezi národy a zahradě Jad vašem byl vysazen strom.

## Ocenění
- titul Spravedlivý mezi národy (Izrael, 1977)